# Rudolf Kubitschek
Rudolf Kubitschek (* 29. Dezember 1895 in Böhmisch-Röhren bei Wallern im Böhmerwald; † 29. Mai 1945 in Prachatitz) war ein Volkskundler und Schriftsteller.

## Leben
Rudolf Kubitschek wurde als Sohn eines Finanzbeamten in Böhmisch-Röhren im Böhmerwald geboren. Er besuchte die deutschen Gymnasien in Saaz und Prachatitz und studierte an der Deutschen Universität Prag Germanistik, Geschichte und Geographie. 1920 promovierte er bei Primus Lessiak mit einer Dialektgeographie des Böhmerwaldes. In den folgenden 25 Jahren war Kubitschek als Gymnasialprofessor in Dux, Prag, Plan bei Marienbad, Eger und Pilsen tätig.
Gemeinsam mit dem Heimatforscher Josef Blau und dem Dichter Hans Watzlik begründete und redigierte Kubitschek ab 1919 die im Verlag Moldavia in Budweis erscheinenden Böhmerwäldler Dorfbücher, als deren ersten Band er die Hirschauerstücklein herausgab. 1920 gründete Kubitschek zusammen mit den Lehrern Karl Hofer, Karl Gaier, August Michl und anderen im Bezirk Prachatitz die heimatkundliche Arbeitsgemeinschaft „Goldener Steig“, die in den folgenden Jahren auch den genauen Verlauf dieses alten Saumhandelsweges zwischen Prachatitz und der Landesgrenze erforschte und 1927 mit Tafeln markierte.
Rudolf Kubitschek verstand es, die Ergebnisse seiner Archiv- und Feldforschungen zur Siedlungsgeschichte, sprachlichen Volkskunde und Mundartgeographie allgemeinverständlich darzustellen.

## Werke
- Hirschauerstücklein. Budweis 1919.
- Böhmerwäldler Bauernschwänke. Wien, Prag, Leipzig 1920.
- Wallern und die Wallerer. (zusammen mit Valentin Schmidt). Budweis 1921.
- Die Holzhauersiedlung Fürstenhut. Passau 1921.
- Bauernrätsel. Passau 1922.
- Von den Namen der Heimat. Oberplan 1923.
- Böhmerwäldler Spottbüchlein. Prachatitz 1925.
- Hundert altdeutsche Schwänke. Reichenberg 1926.
- Die Mundarten des Böhmerwaldes. Pilsen 1927.
- „Tief drin im Böhmerwald“. Das Heimatlied der Böhmerwäldler. Pilsen 1931.
- Eleonorenhain. Hundert Jahre Böhmerwäldler Glasmacherkunst. Eger 1932.
- Waldler. Kurzweilige Geschichten. Pilsen 1934.
- Die Herkunft der Wallerer. Prag 1935.
- Schnurren und Schwänke aus dem Böhmerwald. Karlsbad 1939.
- Böhmerwald – nicht Böhmerwald. Winterberg 1939.
- Allerlei Bayerisches und Böhmisches. Volkskundliche Aufsätze. Winterberg 1940.
- Pilsen. Vergangenheit und Gegenwart. Pilsen 1940.
- Glück und Segen. Alte und neue Böhmerwald-Schwänke. Karlsbad, Leipzig 1942.
- Der Böhmerwald lacht. Schnurren und Schwänke. Karlsbad 1944.
- Waldbauerng’schichten. Wien 1948 (posthum).